# Zofia Chądzyńska
Zofia Chądzyńska hay Sophie Bohdan (sinh ngày 24 tháng 2 năm 1912 - mất ngày 23 tháng 9 năm 2003), là một nhà văn và dịch giả văn học Iberoamerica người Ba Lan. Năm 1960, cuốn sách đầu tiên của bà được xuất bản bằng tiếng Pháp dưới bút danh Sophie Bohdan có tựa đề là Comme l'ombre qui Pass, Nhà xuất bản: Paris: Calmann-Lévy (impr. Chantenay). Sau này, bà xuất bản sách bằng tiếng Ba Lan với tên thật Zofia Chądzyńska.
Zofia Chądzyńska là một trong những nhà văn Ba Lan nổi tiếng nhất trong thập niên 1970. Với việc giới thiệu văn học Iberoamerica, bà đã làm thay đổi bối cảnh văn học ở Ba Lan.

## Tiểu sử

### Những năm ở Ba Lan và Pháp
Zofia Chądzyńska đã tốt nghiệp Khoa Kinh tế của Học viện Khoa học Chính trị ở Warsaw. Từ năm 1930 đến năm 1939, bà làm thư ký của Bộ Tôn giáo và Giáo dục công. Trong Chiến tranh thế giới thứ hai, bà là tù nhân của Gestapo tại Pawiak (1940). Sau chiến tranh, Zofia Chądzyńska sống ở Pháp vì chồng bà là Bohdan Chądzyński làm lãnh sự Ba Lan tại Lyon cho đến năm 1949, sau đó di chuyển qua Maroc đến Argentina.

### Những năm ở Argentina
Từ năm 1949 đến năm 1959, Zofia Chądzyńska sống ở Buenos Aires. Tại đây, bà quản lý tiệm giặt là vải lanh và kết bạn với Witold Gombrowicz, người sau này trở thành một trong những nhà văn Ba Lan nổi tiếng nhất. Bà đã giúp đỡ ông trong cuộc sống hàng ngày và cũng giúp dịch nhiều tác phẩm của ông sang tiếng Tây Ban Nha. Bà cũng giới thiệu ông với những bạn bè của bà thuộc giới tinh hoa chính trị và văn hóa ở Buenos Aires. Dưới tác động của Jean Reverzy (cả hai quen biết từ lúc bà ở Lyon), Zofia Chądzyńska bắt đầu viết cuốn sách của riêng mình. Nhiều năm sau, bà đã dịch hai cuốn sách của ông sang tiếng Ba Lan. Chồng bà mất sớm, ông mất năm 1951. Cha bà (ông là bạn của Arthur Rubinstein) cũng qua đời sau chồng bà hai tuần tại Ba Lan).

### Những năm ở Ba Lan
Sau khi hai cuốn sách đầu tiên được xuất bản gần như đồng thời, một bằng tiếng Pháp ở Paris và một bằng tiếng Ba Lan ở Warsaw, Zofia Chądzyńska trở lại Ba Lan vào năm 1960 và sống ở Warsaw. Trong chuyến đi từ Argentina về Ba Lan, bà đã đọc tác phẩm Hopscotch của Julio Cortázar mà bà được nhận từ bạn bè và nảy sinh niềm thôi thúc phải dịch cuốn sách này sang tiếng Ba Lan. Sách dịch của bà gặt hái thành công lớn, và Cortázar (sau này trở thành một người bạn tốt của bà) đã nổi tiếng ở Ba Lan hơn ở bất kỳ quốc gia nào khác. Sau đó, Zofia Chądzyńska cho xuất bản các sách bà viết và bà cũng đã dịch gần một trăm cuốn sách tiếng Iberoamerica sang tiếng Ba Lan.

## Tiểu thuyết

### Sophie Bohdan được xuất bản bằng tiếng Pháp
- Comme l'ombre qui passe: roman Nhà xuất bản:	Paris: Calmann-Lévy (impr. Chantenay), 1960

### Zofia Chądzyńska được xuất bản bằng tiếng Ba Lan
- Ślepi bez lasek (Czytelnik 1959, 1970); Phiên bản mới: Śpiew muszli (Akapit Press, 1995, 2003)
- Chemia (Czytelnik 1962)
- Ryby na piasku (Czytelnik 1965)
- Skrzydło sowy (PIW 1967)
- Przez Ciebie, Drabie (Nasza Księgarnia 1969, 1972, 1974, 1979, 1984)
- Życie za życie (Nasza Księgarnia 1971, 1973; Wydawnictwo Lubelskie 1979 trong sê-ri Biblioteka młodych); Phiên bản mới: Rekma, czyli Życie za życie (Akapit Press, 1995)
- Statki, które mijają się nocą (Nasza Księgarnia 1975, 1989, Hamal Books 1994, Akapit Press 2002)
- Wakacje z Zygą (Młodzieżowa Agencja Wydawnicza 1977)
- Wstęga pawilonu (Nasza Księgarnia 1978, 1982, Akapit Press 1996, Siedmioróg 2000; trên danh sách danh dự của Lista Honorowa IBBY)
- Dorosnąć (Nasza Księgarnia 1987, Hamal Books 1994, Siedmioróg 2000, Akapit Press 2002)
- Co mi zostało z tych lat (Akapit Press 1996); Phiên bản mới: Nie wszystko o moim życiu (Akapit Press 2003) – tự truyện

### Sách dịch tiêu biểu
- Jorge Luis Borges, Alef - tựa đề gốc: El Aleph, 1949, tiểu luận và truyện ngắn. Một ấn bản được mở rộng đôi chút xuất bản năm 1957. Tựa đề tiếng Anh: The Aleph and Other Stories 1933-1969 (ISBN 0-525-05154-6).
- Jorge Luis Borges, Księga piasku - tựa đề gốc:El libro de arena, 1975, truyện ngắn, Tựa đề tiếng Anh: The Book of Sand, 1977.
- Jorge Luis Borges, Opowiadania (Wydawnictwo Literackie 1978)
- Jorge Luis Borges, Raport Brodiego - tựa đề gốc: El informe de Brodie, truyện ngắn, 1970. Tựa đề tiếng Anh: Dr. Brodie's Report, 1971.
- Jorge Luis Borges, Twórca (với Krystyna Rodowska)
- Jorge Luis Borges với Margarity Guerrero,  Zoologia fantastyczna (Warszawa 1983)- tựa đề gốc: Manual de zoología fantástica, 1957, mẩu truyện ngắn về những loài tưởng tượng, viết bởi Margarita Guerrero.
- Julio Cortázar, Egzamin (1991) - tựa đề gốc: El examen (1950, xuất bản lần đầu năm 1985)
- Julio Cortázar, Gra w klasy (wyd. I: 1968, Spółdzielnia Wydawnicza Czytelnik - tựa đề gốc:Rayuela (Hopscotch) (1963)
- Julio Cortázar, Książka dla Manuela (Wydawnictwo Literackie 1980) - tựa đề gốc: Libro de Manuel (1973)
- Julio Cortázar, Niewpory (Wydawnictwo Literackie 1989)
- Julio Cortázar, Nikt, byle kto... (Wydawnictwo Literackie 1981)
- Julio Cortázar, Opowiadania
- Julio Cortázar, Opowieści o kronopiach i famach
- Julio Cortázar, Ostatnia runda
- Julio Cortázar, Ośmiościan (Wydawnictwo Literackie 1977)
- Julio Cortázar, Proza z obserwatorium (Wydawnictwo Literackie 1986)
- Julio Cortázar, Tango raz jeszcze (Wydawnictwo Literackie 1983)
- Julio Cortázar, W osiemdziesiąt światów dookoła dnia (CZytelnik 1976)
- Julio Cortázar, Wielkie wygrane
- Jose Donoso, Plugawy ptak nocy (Czytelnik 1975)
- Griselda Gambaro, Bóg nie lubi szczęśliwych (Wydawniztwo Literackie 1984)
- Gabriel Garcia Marquez, Bardzo stary pan z olbrzymimi skrzydłami (Muza 2001; với Carlos Marrodan Casas)
- Rita Gombrowicz, Gombrowicz w Argentynie. Świadectwa i dokumenty 1939-1963 (với Anna Husarska)
- Tom Kempiński, Odchodzić (sztuka teatralna)
- Roma Mahieu, Poobiednie Igraszki (sztuka teatralna)
- Jean Reverzy, Odejście (Wydawnictwo Literackie 1981)
- Jean Reverzy, Plac trwogi (Wydawnictwo Literackie 1981)